# Ron Silver
Ron Silver, właśc. Ronald Arthur Zimelman (ur. 2 lipca 1946 w Nowym Jorku, zm. 15 marca 2009 tamże) – amerykański aktor, reżyser i producent filmowy.

## Życiorys

### Młodość
Urodził się w żydowskiej rodzinie jako najstarszy z trzech synów pracującego w branży odzieżowej Irvinga Roya Silvera i nauczycielki May Zimelman, miał dwóch młodszych braci: Keitha i Mitchella. Wychowywał się w nowojorskim Lower East Side na Manhattanie. W 1963 roku ukończył Stuyvesant High School. Studiował w East Side Hebrew Institute (ESHI), gdzie otrzymał licencjat w zakresie iberystyki i sinologii na
Uniwersytecie Stanu Nowy Jork w Buffalo
.
W 1970 roku otrzymał tytuł magistra  historii Chin na katolickim St. John’s University w nowojorskim Queens. Naukę kontynuował w College of Chinese Culture na Tajwanie. Uczęszczał także do Graduate School of International Affairs przy Uniwersytecie Columbia. Studiował aktorstwo w nowojorskim Herbert Berghof Studio i Actors Studio.

### Kariera
W 1971 roku zadebiutował na scenie off-Broadwayu w dwóch przedstawieniach: Kasper i Public Insult. Dwa lata później pracował jako impresario off-broadwayowskiej rewii El Grande de Coca-Cola (1973). Po udziale w programie rozrywkowym NBC Mac Davis zaprasza (The Mac Davis Show, 1974) i sitcomie CBS Wielki Eddie (Big Eddie, 1975), pojawił się jako bohaterski i nerwowy, stłumiony seksualnie  sąsiad w sitcomie CBS Rhoda (1976). Na dużym ekranie zadebiutował w komedii satyrycznej Tunelowe widzenie (Tunnel Vision, 1976). Potem wystąpił w komedii Pół pary (Semi-Tough, 1977) u boku Burta Reynoldsa i Krisa Kristoffersona, serialu CBS Drogi detektywie (Dear Detective, 1979) jako detektyw Schwartz, sitcomie CBS Tuzin Bakera (Baker's Dozen, 1982), filmie sensacyjnym sci-fi Utajona furia (Silent Rage, 1982) z Chuckiem Norrisem i komedii romantycznej Najlepsi przyjaciele (Best Friends, 1982) z Burtem Reynoldsem i Goldie Hawn.
W 1983 roku przeprowadził się do Nowego Jorku. Po występie w komedii romantycznej fantasy Chory z miłości (Lovesick, 1983), serialu NBC Posterunek przy Hill Street (Hill Street Blues, 1983), dramacie biograficznym Silkwood (1983) z Meryl Streep, Kurtem Russellem i Cher, zachwycił recenzentów rolą oddanego i kochającego żonatego syna ekscentrycznej i upartej Estelle (Anne Bancroft) w komediodramacie Sidneya Lumeta ze zdjęciami Andrzeja Bartkowiaka Garbo mówi (Garbo Talks, 1984).
Od 7 sierpnia 1984 do 2 czerwca 1985 roku występował w roli Mickeya, wspólnika przeżywającego życiowy kryzys związany z uzależnieniem od kokainy szefa agencji aktorskiej (William Hurt) na broadwayowskiej scenie w sztuce Davida Rabe’a Harmider (Hurlyburly) w reżyserii Mike’a Nicholsa u boku Harveya Keitela i Sigourney Weaver. Od 17 kwietnia 1986 do 22 marca 1987 roku grał postać Davida Kahna w broadwayowskim Ethel Barrymore Theatre w komedii Andrew Bergmana Zabezpieczenie społeczne (Social Security) w reżyserii Mike’a Nicholsa z Olympią Dukakis. Za rolę Charliego Foxa w broadwayowskim spektaklu Davida Mameta Speed-the-Plow (od 9 kwietnia do 31 grudnia 1988) u boku Madonny i Joego Mantegny został uhonorowany nagrodą Tony i Drama Desk Award. Wystąpił także w przedstawieniach: Lotta (1973), More Than You Deserve (1973), And (1992), Awake and Sing! (1976), Angel City (1977), W Boom-Boom Room (In the Boom Boom Room, 1979), Gorilla (1983), Przyjaciele (Friends, 1983-84), Hurly Burly (1984-85), Polowanie na karaluchy (Hunting Cockroaches, 1987) Janusza Głowackiego i Rozbite szkło (Broken Glass, 1994).
W ekranizacji powieści Isaaca Bashevisa Singera w reżyserii Paula Mazurskiego Wrogowie (Enemies: A Love Story, 1989) z Anjelicą Huston, Leną Olin i Małgorzatą Zajączkowską wcielił się w postać byłego więźnia obozu zagłady, który wikła się w związek z trzema kobietami. W dramacie Druga prawda (Reversal of Fortune, 1990) z Glenn Close i Jeremym Ironsem zagrał prawnika-obrońcy w toku śledztwa zapadniętej w śpiączkę jednej z najbogatszych kobiet w USA.
W 1993 roku zadebiutował jako reżyser telefilmu sci-fi Lifepod. Można go było zobaczyć w serialu CBS Cwaniak (Wiseguy, 1988-89), filmie sensacyjnym Zimna stal (Blue steel, 1990) z Jamie Lee Curtis, komedii Komik na sobotę (Mr. Saturday Night, 1992) u boku Billy’ego Crystala, thrillerze sci-fi Strażnik czasu (Timecop, 1994) z udziałem Jeana-Claude’a Van Damme’a, serialu CBS Szpital Dobrej Nadziei (Chicago Hope, 1996-97) jako Tommy Wilmette, były mąż dr Kathryn Austin, sitcomie NBC Sekrety Weroniki (Veronica’s Closet, 1998-99) w roli projektanta tytułowej bohaterki, dramacie biograficznym Michaela Manna Ali (2001) jako Angelo Dundee, trener boksu Muhammada Alego, serialu NBC Prawo i porządek (Law & Order, 2004, 2007) jako prokurator Berkley oraz serialu NBC Jordan (Crossing Jordan, 2007).
W 2000 roku wystąpił jako organizator rockowy w sztuce Bill Graham prezentuje (Bill Graham Presents) na scenie Cannon Theater w Beverly Hills. Kreacja konsultanta kampanii prezydenckiej Bruna Gianelli w serialu NBC Prezydencki poker (The West Wing, 2001–2002, 2005−2006) przyniosła mu nominację do nagrody Emmy.

### Życie prywatne
24 grudnia 1975 r. ożenił się z Lynne Miller, z którą miał dwoje dzieci: syna (ur. 1979) i córkę Alexandrę (ur. 1983). W 1997 r. rozwiódł się.
Zmarł 15 marca 2009 roku w wieku 62 lat po dwuletniej walce z chorobą nowotworową.

## Filmografia

### Filmy fabularne
- 1977: Pół pary (Semi-Tough) jako Vlada Kostov
- 1981: Słowo honoru (Word of Honor) jako David Lerner
- 1982: Utajona furia (Silent Rage) jako dr Tom Halman
- 1982: Najlepsi przyjaciele (Best Friends) jako Larry Weisman
- 1982: Byt (The Entity) jako dr Phil Sneiderman
- 1983: Chory z miłości (Lovesick) jako Ted Caruso
- 1983: Silkwood jako Paul Stone
- 1984: Garbo mówi (Garbo Talks) jako Gilbert Rolfe
- 1984: Miłość, szmaragd i krokodyl (Romancing the Stone) jako Vendor
- 1984: Bóg czy diabeł? (Oh, God! You Devil) jako Gary Frantz
- 1986: Kto zeżarł, ten zwiewa (Eat and Run) jako Mickey McSorely
- 1989: Kolega podróżny (Fellow Traveller) jako Asa Kaufman
- 1989: Wrogowie (Enemies: A Love Story) jako Herman Broder
- 1990: Druga prawda (Reversal of Fortune) jako Alan Dershowitz
- 1990: Zimna stal (Blue steel) jako Eugene Hunt
- 1990: Złamać więźnia (Forgotten Prisoners) jako Jordan Ford
- 1991: Poślubieni (Married to It) jako Leo Rothenberg
- 1992: Żywy zapalnik (Live Wire) jako senator Frank Traveres
- 1992: Komik na sobotę (Mr. Saturday Night) jako
- 1993: Nieoczekiwany atak (Blind Side) jako Doug Kaines
- 1993: Kapsuła ratunkowa (Lifepod, TV) jako Terman
- 1994: Strażnik czasu (Timecop) jako senator Aaron McComb
- 1995: Misja specjalna (Deadly Outbreak) jako pułkownik Baron
- 1996: Dziewczyna nr 6 (Girl 6) jako reżyser z Los Angeles
- 1996: Spotkanie (The Arrival) jako Phil Gordian / Meksykański strażnik
- 1998: Biały kruk (The White Raven) jako Tully Windsor
- 2000: Maska diabła (Bruiser)
- 2000: Amerykańska tragedia (American Tragedy) jako Robert Shapiro
- 2000: Ratz (TV) jako Herb Soric
- 2001: Festiwal w Cannes (Festival in Cannes) jako Rick Yorkin
- 2001: Ali jako Angelo Dundee
- 2001: Exposure jako Gary Whitford
- 2002: As wywiadu – historia Roberta Hanssena (Master Spy: The Robert Hanssen Story, TV) jako Mike Fine
- 2004: Jack (TV) jako Paul
- 2004: Fahrenhype 9/11 jako narrator
- 2006: Uznajcie mnie za winnego (Find Me Guilty) jako sędzia Sidney Finestein
- 2007: Jak złamać 10 przykazań (The Ten) jako Fielding Barnes
- 2008: Ksenofobia (Xenophobia, TV) jako prezydent
- 2009: Mojego ojca Will (A Secret Promise/My Father's Will) jako Sam Dunbar

### Seriale TV
- 1975: Wielki Eddie (Big Eddie) jako Enzo
- 1975: McMillan i jego żona (McMillan & Wife) jako Art
- 1976-78: Rhoda jako Gary Levy / Sonny Michaels
- 1976: Prywatny detektyw Jim Rockford (The Rockford Files) jako Ted Haller
- 1979: Drogi detektywie (Dear Detective) jako detektyw Schwartz
- 1982: Tuzin Bakera (Baker's Dozen) jako Mike Locasale
- 1983: Posterunek przy Hil Street (Hill Street Blues) jako Sam Weiser
- 1988-89: Cwaniak (Wiseguy) jako David Sternberg
- 1996-97: Szpital Dobrej Nadziei (Chicago Hope) jako Tommy Wilmette
- 1998-99: Sekrety Weroniki (Veronica’s Closet) jako Alec Bilson
- 2001–2002: Prezydencki poker (The West Wing) jako Bruno Gianelli
- 2003–2004: Skin jako Larry Goldman
- 2004: Prawo i bezprawie (Law & Order: Trial by Jury) jako Bernie Adler
- 2004: Prawo i porządek (Law & Order) jako prokurator Berkley
- 2005−2006: Prezydencki poker (The West Wing) jako Bruno Gianelli
- 2007: Prawo i bezprawie (Law & Order: Trial by Jury) jako Bernie Adler
- 2007: Jordan (Crossing Jordan) jako Shelly Levine
- 2007: Prawo i porządek (Law & Order) jako prokurator Berkley